# Tyrannus niveigularis
El tirano gorginíveo  (Tyrannus niveigularis), también denominado tirano goliníveo (en Ecuador), sirirí sureño (en Colombia), tirano de garganta nívea (en Perú) o pitirre nevado, es una especie de ave paseriforme de la familia Tyrannidae perteneciente al género Tyrannus. Es nativo del noroeste de América del Sur.  

## Distribución y hábitat
Se distribuye por el extremo suroeste de Colombia (suroeste de Nariño), oeste de Ecuador (desde el centro de Manabí al sur, incluyendo la isla La Plata, hasta El Oro y extremo suroeste de Loja) y oeste del Perú (al sur hasta Áncash).
Esta especie es considerada localmente bastante común. Nidifica en el norte y centro de Ecuador en matorrales desérticos y áreas arbustivas y agrícolas y se traslada a terrenos más húmedos durante la estación seca local (de junio a noviembre). Habita principalmente abajo de los 600 m s. n. m. de altitud.

## Sistemática

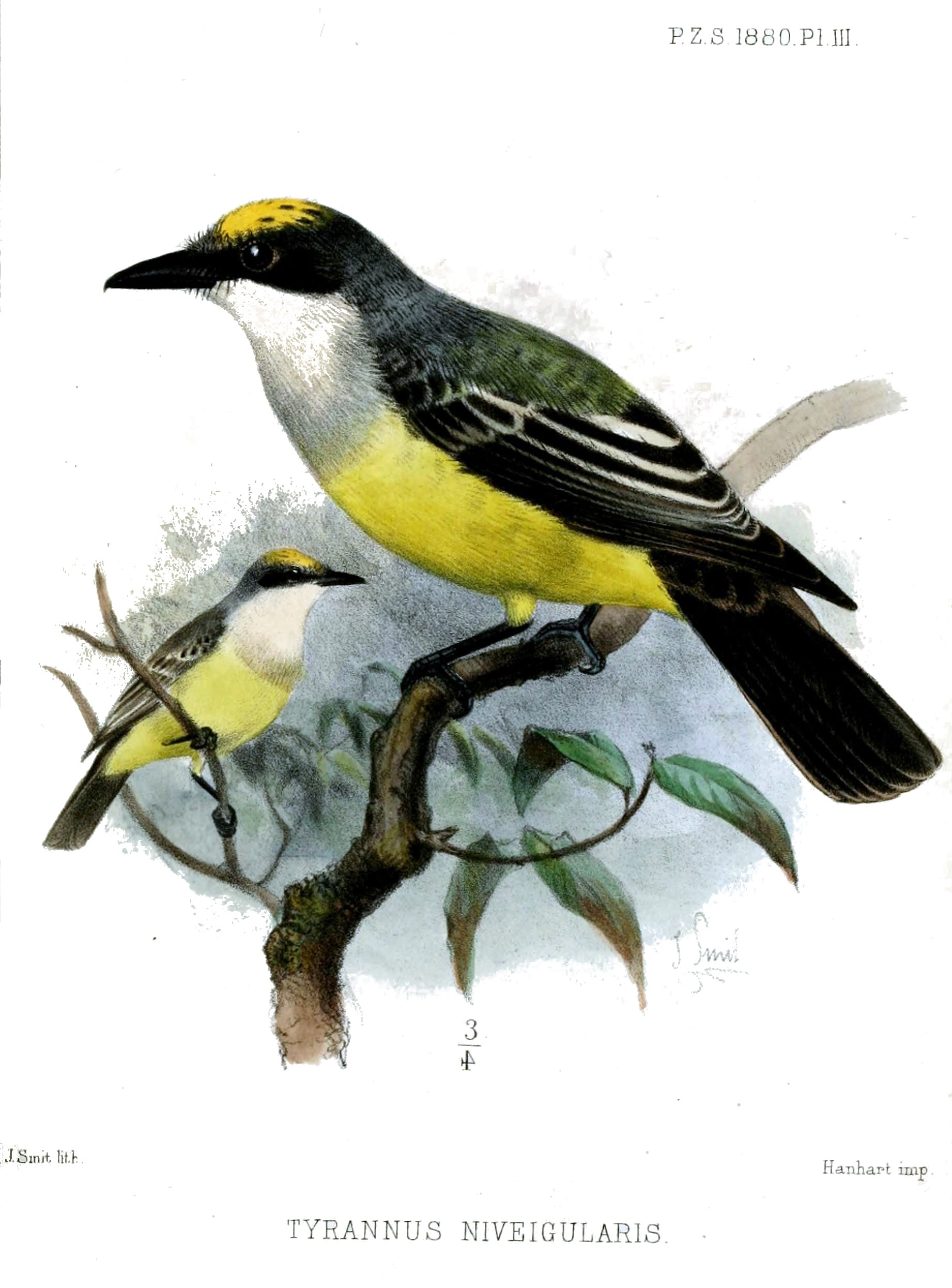
Tyrannus niveigularis, ilustración de Smit para Proceedings of the Royal Society of London, 1880.

### Descripción original
La especie T. niveigularis fue descrita por primera vez por el zoólogo británico Philip Lutley Sclater en 1860 bajo el mismo nombre científico; su localidad tipo es: «Babahoyo, Los Ríos, Ecuador».

### Etimología
El nombre genérico masculino «Tyrannus» proviene del nombre específico Lanius tyrannus, cuyo epíteto en latín significa ‘tirano’, ‘déspota’, ‘dictador’; y el nombre de la especie «niveigularis», se compone de las palabras del latín «niveus» que significa ‘blanco nieve’, y «gularis» que significa ‘de garganta’.

### Taxonomía
Es monotípica.